# バンクーバー日本語学校

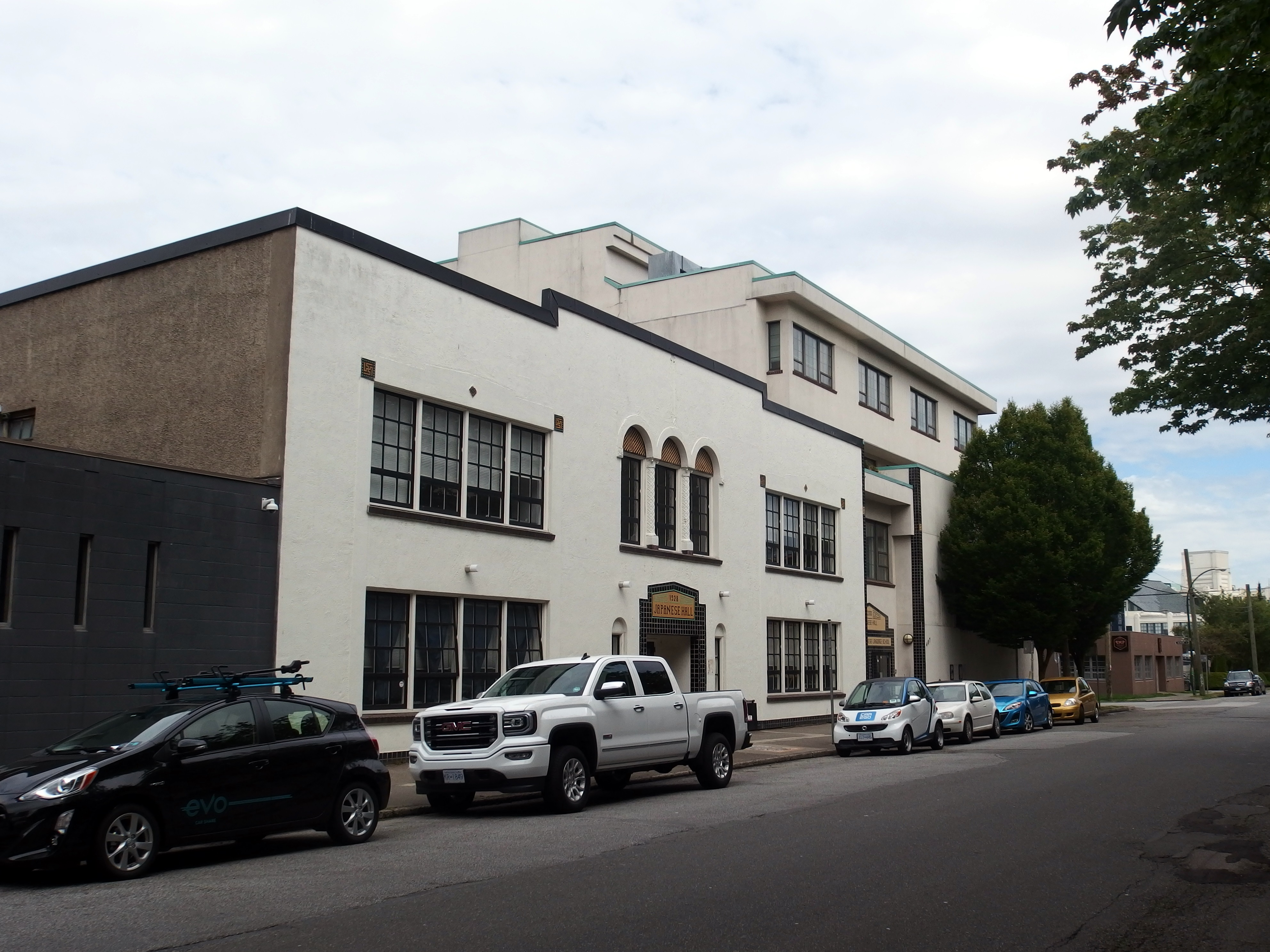
バンクーバー日本語学校校舎

バンクーバー日本語学校（Vancouver Japanese Language School）は、カナダブリティッシュコロンビア州バンクーバー市の旧日本人街に位置する。1906年1月12日に、晩香坡共立日本國民學校(Vancouver Japanese Citizens' School)として設立され、カナダ国内では最古の日本語学校である。

## 歴史
バンクーバーに在留する日系人の教育向上のため、当時の外務大臣小村壽太郎の個人的な寄付により、学校の建設が開始された。開校当初は、全日制の日本人学校として、国語のみではなく、算数や社会、家庭科などの教科で構成されていたが、現地で生活していくには、日本語と英語の両方の言語を習得することが望ましいとの学校方針により、1919年からは、バンクーバーの日系人は、カナダの公立学校に編入し、国語の授業のみを日本語学校で受けることとなった。同時に、学校名が晩香坡共立日本國民學校から、晩香坡日本共立語學校へと変更された。
太平洋戦争の勃発とともに、日系カナダ人は、敵性外国人とみなされ、学校は1941年12月7日に強制閉鎖され、日系人は強制収容所へ送られた（日系人の強制収容を参照）。1945年の終戦後も、日系カナダ人の移動や集会には制限があった。1952年になり、仮校舎にて授業を再開した。
現存する校舎は、日系人コミュニティおよび強制収容の象徴として、バンクーバー市により歴史的建造物に指定されている。